# Palicourea subtomentosa
Palicourea subtomentosa är en måreväxtart som först beskrevs av Hipólito Ruiz López och Pav., och fick sitt nu gällande namn av Charlotte M. Taylor. Palicourea subtomentosa ingår i släktet Palicourea och familjen måreväxter.

## Underarter
Arten delas in i följande underarter:
- P. s. lojana
- P. s. subtomentosa